# 春日野部屋

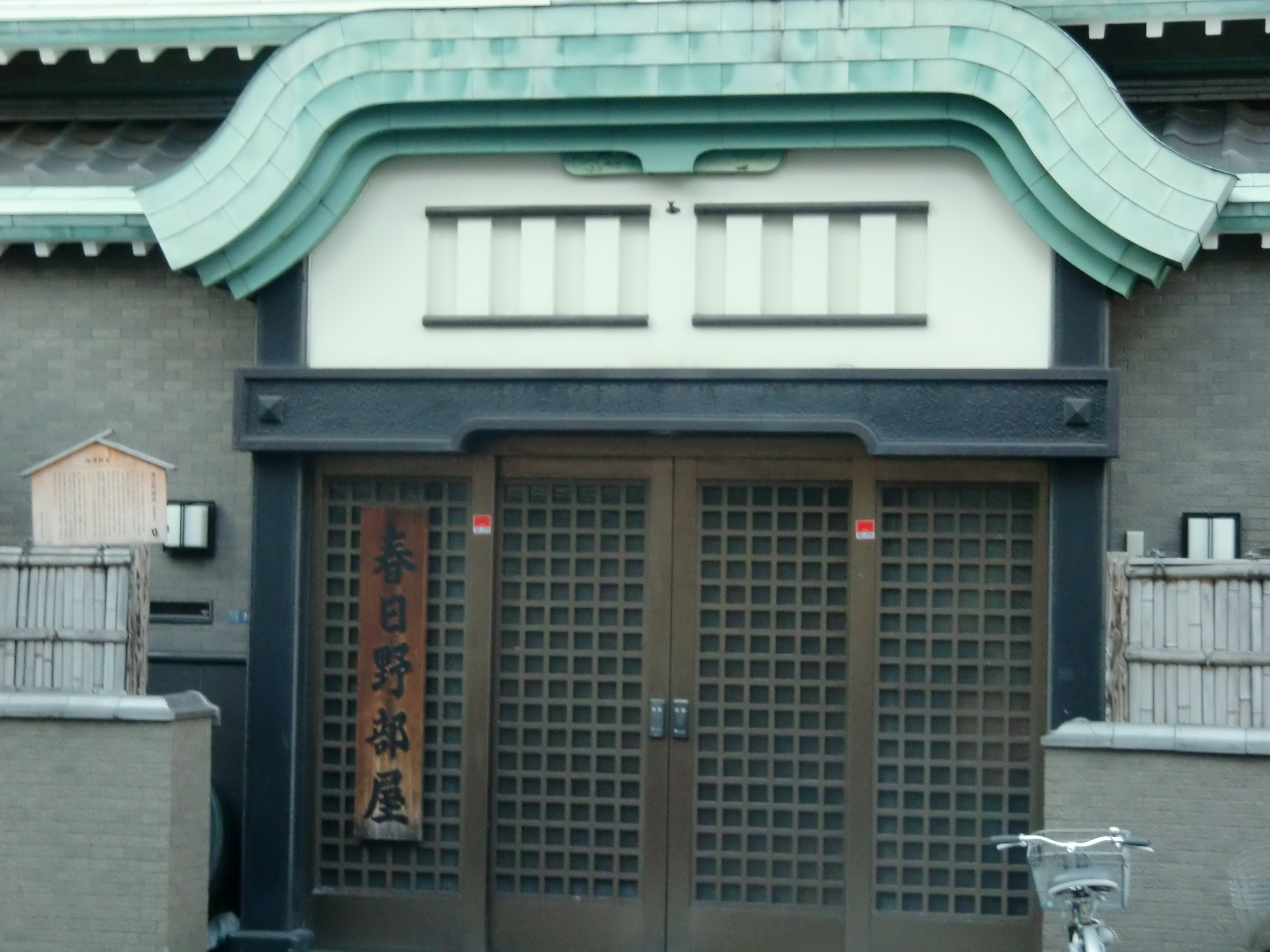
春日野部屋

春日野部屋（かすがのべや）は、日本相撲協会に所属する出羽海一門の相撲部屋。

## 歴史
1925年（大正14年）5月場所に現役を引退した出羽海部屋所属の横綱・栃木山が、引退に伴い自身の養父である行司・木村宗四郎が所有する年寄名跡を継承して年寄・8代春日野を襲名し、当時「分家独立を許さず」の不文律があった出羽海部屋から例外的に独立を許されて春日野部屋を創設した。8代は横綱・栃錦などの関取を育て上げた。
8代は1959年（昭和34年）10月に死去し、それに伴い、部屋所属の横綱・栃錦が現役力士のまま二枚鑑札で9代春日野を襲名して部屋を継承した。9代は1960年5月場所に現役を引退して年寄専任となり、以降、師匠として横綱・栃ノ海や大関・栃光、関脇・栃東、関脇・栃赤城、関脇・栃乃和歌などといった多くの関取を育て上げた。
約30年にわたり師匠を務めた9代は1990年（平成2年）1月に死去し、それに伴い、部屋付き親方である9代中立（元横綱・栃ノ海）が10代春日野を襲名して部屋を継承した。10代は関脇・栃乃洋や小結・栃乃花などといった関取を育て上げた。
その後、10代の停年（定年）退職を1か月後に控えた2003年2月に、部屋付き親方である17代竹縄（元関脇・栃乃和歌）が10代と年寄名跡を交換する形で11代春日野を襲名して部屋を継承した。11代はこれまでに栃ノ心や栃煌山、栃乃若などといった関取を育てている。
部屋には、開祖の栃木山にちなんで四股名に「栃」の字が付けられた力士が多い。ただし、栃東大裕のように「栃」が付いても春日野部屋の所属でない力士もいる（実父である先代栃東は春日野部屋所属）。2012年2月13日に田子ノ浦部屋の師匠である14代田子ノ浦（元幕内・久島海）が急逝したため、同年3月場所前に幕内・碧山を始めとする力士3人が同部屋から加わった。2013年1月28日には閉鎖された二所ノ関部屋から9代富士ヶ根（元小結・大善）を受け入れた。同年10月3日には閉鎖された三保ヶ関部屋から幕内・阿覧を始めとする力士6人や行司など計12人を受け入れた。
2017年1月場所の番付で、高砂部屋所属の関取が1878年以来138年ぶりに不在となって以降は、この春日野部屋が最も関取が継続している部屋となっている（1935年5月から始まり、最長となった2016年12月26日時点では81年）。また1938年（昭和13年）5月場所以降、1967年9月場所を除いて幕内力士を絶やしていなかったが、2023年（令和5年）11月場所で碧山が十両に陥落したことにより、56年ぶりに幕内力士が途絶えた。
2018年1月場所で栃ノ心が幕内最高優勝し、同部屋では初代栃東以来46年ぶりの優勝力士が誕生した。
なお、現在までに春日野部屋からは玉ノ井部屋・入間川部屋・千賀ノ浦部屋が分家独立を果たしている。
現在の部屋家屋は、土地価格の異常高騰化以来相続に莫大な税金が発生するため、9代春日野は両国に部屋を残す手段として所有権を不動産会社と分け合う「等価交換方式」を採用して部屋を立てたものである。1階は稽古場、2階は大部屋、3階は11代春日野の自宅、4階以上は分譲マンションになっている。

## 所在地
- 東京都墨田区両国一丁目7-11
- JR総武線両国駅徒歩7分

## 師匠
- 8代: 春日野 剛史（かすがの たけし、第27代横綱・栃木山、栃木）
- 9代: 春日野 清隆（かすがの きよたか、第44代横綱・栃錦、東京）
- 10代: 春日野 晃将（かすがの てるまさ、第49代横綱・栃ノ海、青森）
- 11代: 春日野 清隆（かすがの きよたか、関脇・栃乃和歌、和歌山）

## 部屋付き親方
- 富士ヶ根 全陽（ふじがね まさはる、小結・大善、大阪）※二所ノ関部屋から移籍
- 二十山 仁（はたちやま ひとし、小結・栃乃花、岩手）
- 竹縄 泰一（たけなわ たいいち、関脇・栃乃洋、石川）
- 三保ヶ関 篤志（みほがせき あつし、前1・栃栄、佐賀）
- 清見潟 雄一郎（きよみがた ゆういちろう、関脇・栃煌山、高知）
- 岩友 亘右（いわとも こうすけ、関脇・碧山、ブルガリア）

## 力士

### 現役の関取経験力士
- 栃大海雄（前18・埼玉）11代弟子
- 栃武蔵陽太（十7・埼玉）11代弟子
- 栃丸正典（十11・東京）11代弟子

### 横綱・大関

#### 横綱
- 栃錦清隆（44代・東京）8代弟子
- 栃ノ海晃嘉（49代・青森）8代、9代弟子

#### 大関
- 栃光正之（熊本）8代、9代弟子
- 栃ノ心剛史（ジョージア）11代弟子

### 幕内

#### 関脇
- 相模川佶延（神奈川）8代弟子
- 金城興福（栃光興福、宮崎）、9代弟子
- 栃東知頼（福島）9代弟子
- 舛田山靖仁（石川）9代弟子
- 栃赤城雅男（群馬）9代、10代弟子
- 栃司哲史（愛知）9代、10代弟子
- 栃乃和歌清隆（和歌山）9代、10代弟子
- 栃乃洋泰一（石川）10代、11代弟子
- 栃煌山雄一郎（高知）11代弟子
- 阿覧欧虎（ロシア）11代弟子 ※三保ヶ関部屋から移籍[注 2]
- 碧山亘右（ブルガリア）11代弟子 ※田子ノ浦部屋から移籍

#### 小結
- 栃乃花仁（岩手）10代、11代弟子

#### 前頭
- 鹿嶌洋起市（前1・茨城）8代弟子
- 神東山忠也（前4・東京）8代弟子
- 因州山稔（前14・鳥取）8代弟子
- 鳴門海一行（前1・兵庫）8代、9代弟子
- 大江戸勇二（前16・東京）8代弟子
- 八染茂雄（前16・栃木）8代、9代弟子
- 一乃矢藤太郎（前4・青森）8代、9代弟子
- 若鳴門清海（前6・兵庫）8代、9代弟子
- 栃王山裕規（前1・愛知）8代、9代弟子
- 栃富士勝健（前3・埼玉）9代弟子
- 栃勇義治（前7・青森）9代弟子
- 巖虎寛一（前7・熊本）9代弟子
- 和錦克年（前13・静岡）9代弟子
- 蜂矢敏行（前6・岐阜）9代弟子
- 栃剣展秀（前2・愛知）9代、10代弟子
- 栃纒勇光（前11・神奈川）9代、10代弟子
- 栃乃藤達之（前11・福岡）9代、10代弟子
- 栃栄篤史（前1・佐賀）10代、11代弟子
- 春日錦孝嘉（前5・千葉）10代、11代弟子
- 木村山守（前7・和歌山）11代弟子
- 栃乃若導大（前1・兵庫）11代弟子

### 十両
- 栃ノ花善治郎（十2・東京）8代弟子
- 石山源治郎（十6・滋賀）8代弟子
- 大鶴多喜之助（十7・北海道）8代弟子
- 秋田嶽由藏（十4・秋田）8代弟子
- 栃ノ峯甚一郎（十8・栃木）8代弟子
- 千葉昇隆利（十6・千葉）8代弟子
- 大平山圭四郎（十4・栃木）8代弟子
- 和歌木山栄一（十3・和歌山）8代弟子
- 泉州山久義（十2・大阪）8代弟子
- 秀錦啓光（十8・神奈川）8代弟子
- 津軽海伝藏（十16・青森）8代弟子
- 栃ノ関雅清（十20・青森）8代弟子
- 津軽國芳隆（十3・青森）8代、9代弟子
- 栃忠秀昭（十9・山口）8代、9代弟子
- 輝山大峯（十8・熊本）9代弟子
- 春日竜功隠（十6・栃木）9代弟子
- 栃櫻光輝（十4・山形）9代弟子
- 栃葉山暁輝（十9・岐阜）9代弟子
- 春日洋光二（十3・福岡）9代弟子
- 栃偉山弘行（十13・千葉）9代弟子
- 忍の山剛（十8・島根）9代弟子
- 栃泉隆幸（十3・大阪）9代、10代弟子
- 栃ノ華朝王（十4・台湾）9代弟子
- 栃天晃正嵩（十4・群馬）9代、10代、11代弟子
- 栃不動周二（十12・埼玉）10代、11代弟子
- 栃飛龍幸也（十7・静岡）11代弟子

## 行司
- 26代式守伊之助（熊本）
- 27代式守伊之助（大阪）
- 29代式守伊之助（和歌山）
- 43代式守伊之助（神奈川）
- 木村秋治郎（兵庫）※三保ヶ関部屋から移籍